# Yusuke Murayama
Yusuke Murayama (født 10. juni 1981) er en tidligere japansk fodboldspiller.
Han har spillet for flere forskellige klubber i sin karriere, herunder Shonan Bellmare og Omiya Ardija.